# Cegłów
Cegłów – miasto w Polsce położone w województwie mazowieckim, w powiecie mińskim, w gminie Cegłów. Leży nad rzeką Mienią, w oddaleniu 55 km od Warszawy oraz 42 km od Siedlec. Siedziba gminy Cegłów.
Administracyjnie na terenie Cegłowa funkcjonują dwa sołectwa Cegłów 1 i Cegłow 2

## Położenie
Cegłów leży w prawobrzeżnej części dawnej ziemi czerskiej na historycznym Mazowszu, w pierwszej połowie XVI wieku położony był w powiecie czerskim w województwie mazowieckim. Położony jest około 5 km na południe od drogi krajowej nr 92 oraz około 8 km od wjazdu na autostradę A2 (na węźle Ryczołek). W mieście znajduje się również przystanek kolejowy na linii kolejowej nr 2 Warszawa Zachodnia – Terespol.

## Historia

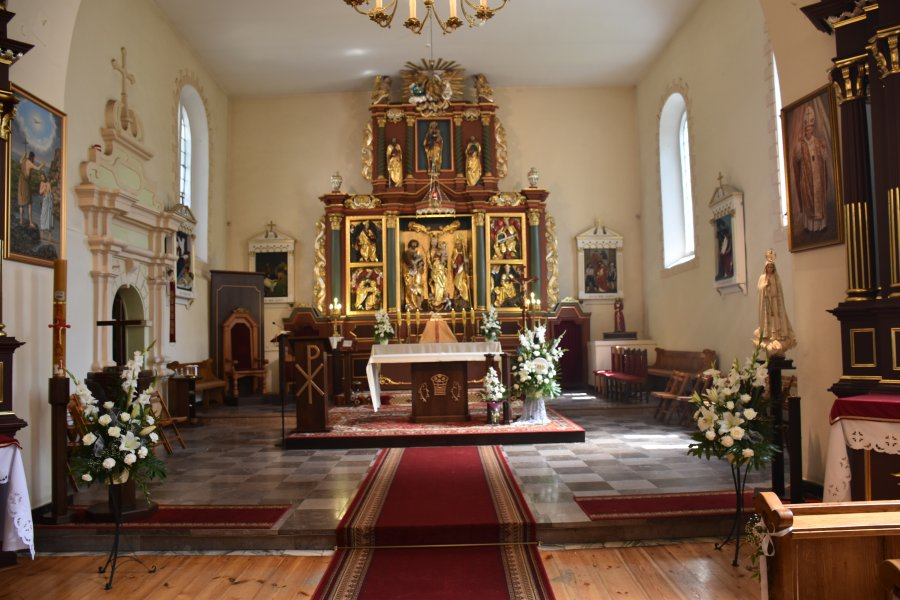
Ołtarz Lazarusa w Cegłowie

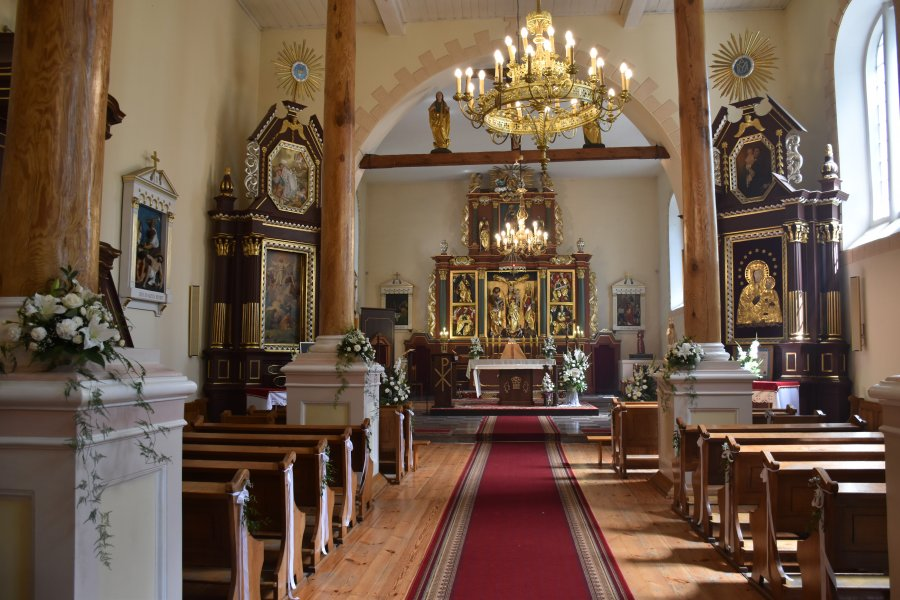
Wnętrze kościoła rzymskokatolickiego

Pierwotna nazwa miejscowości brzmiała Cebrowo i wymieniana jest w dokumentach do I poł. XVI w. Zamieszkująca ją ludność zajmowała się m.in. produkcją cegieł, co stało się źródłem obecnej nazwy Cegłowa. O tym że miejscowość wzbogaciła się na tym, świadczy zabytkowy kościół rzymskokatolicki z 1525. Należała ona do dóbr, którymi książęta mazowieccy uposażyli kościół augustianów w Warszawie, później zaś kapitułę kolegiacką św. Jana Chrzciciela w Warszawie.
W 1621 miejscowości zostały nadane prawa miejskie przez Zygmunta III Wazę. Po upadku powstania styczniowego, w 1869 Cegłów prawa te utracił. Miasto rządowe Królestwa Kongresowego w 1827 położone było w powiecie siennickim, obwodzie stanisławowskim województwa mazowieckiego.
Na początku XX wieku Cegłów stał się drugim po Płocku ośrodkiem ruchu religijnego mariawitów.
1 stycznia 1992 do Cegłowa przyłączono wieś Cisie. W latach 1975–1998 miejscowość należała administracyjnie do województwa siedleckiego. W wyniku reformy administracyjnej, od 1999 znajduje się w powiecie mińskim, województwie mazowieckim.
1 stycznia 2022 miejscowość odzyskała prawa miejskie.

## Architektura

### Zabytki

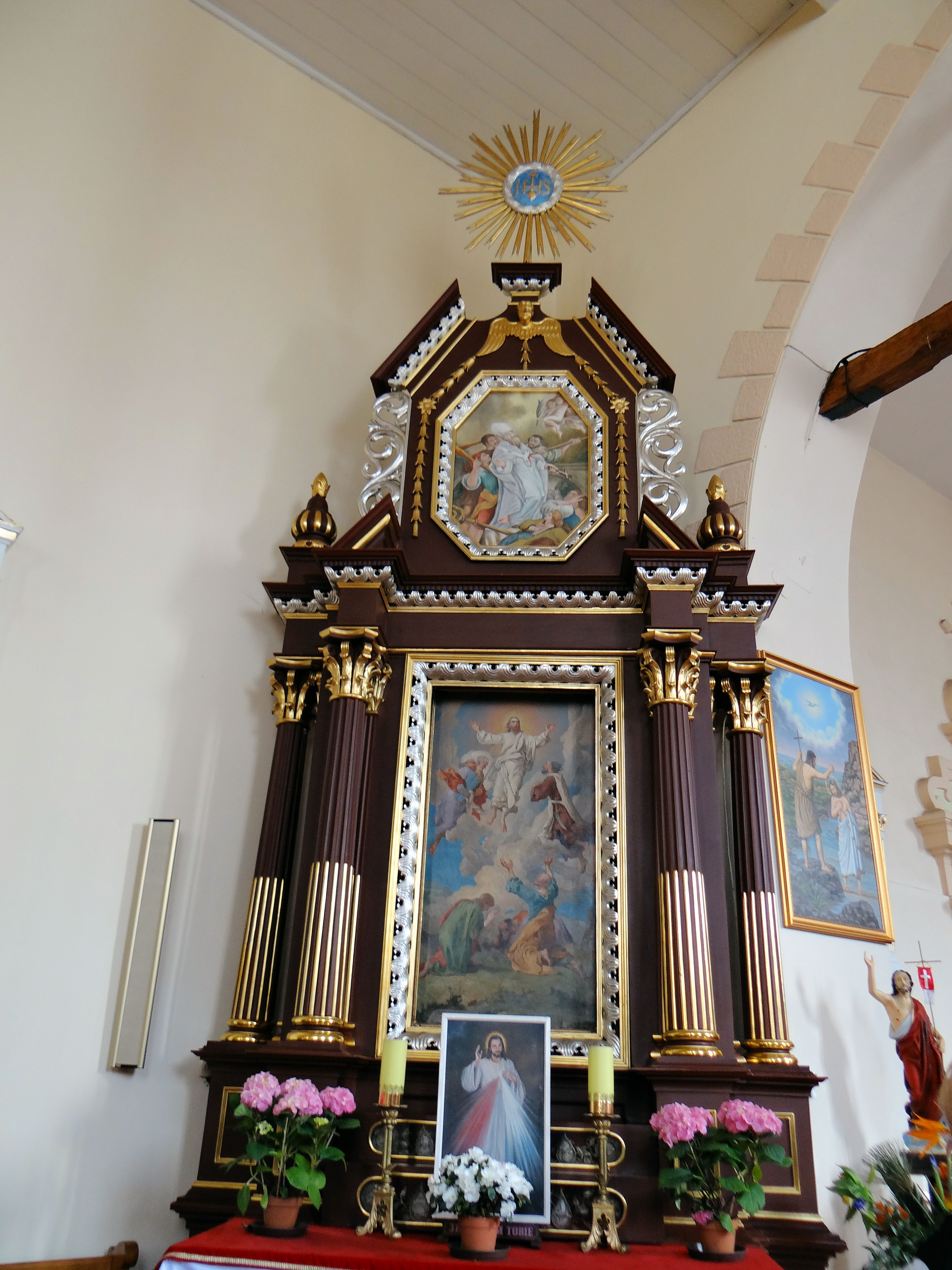
XVI – wieczny ołtarz boczny w kościele rzymskokatolickim

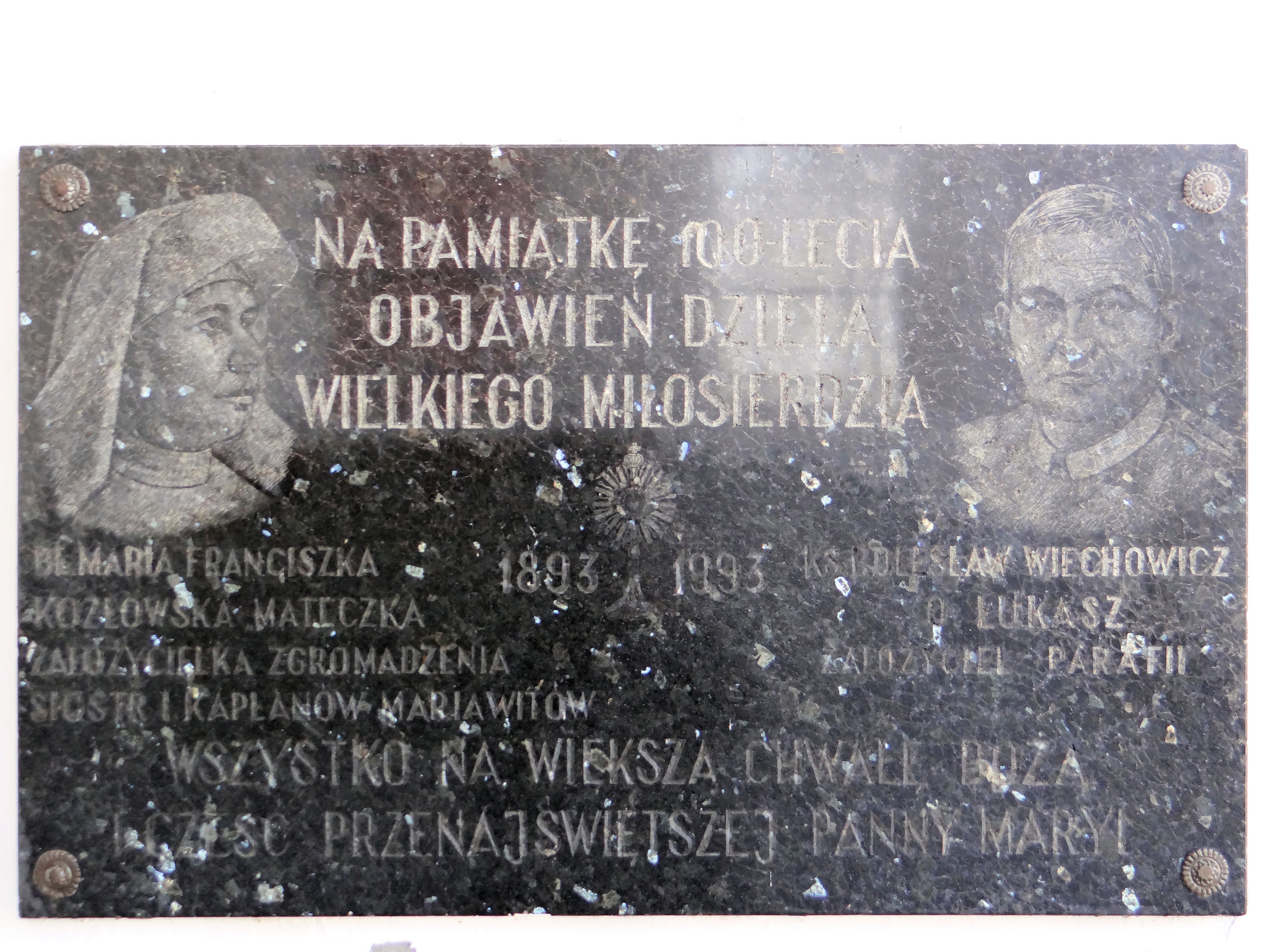
Tablica upamiętniająca 100 – lecie powstania mariawityzmu

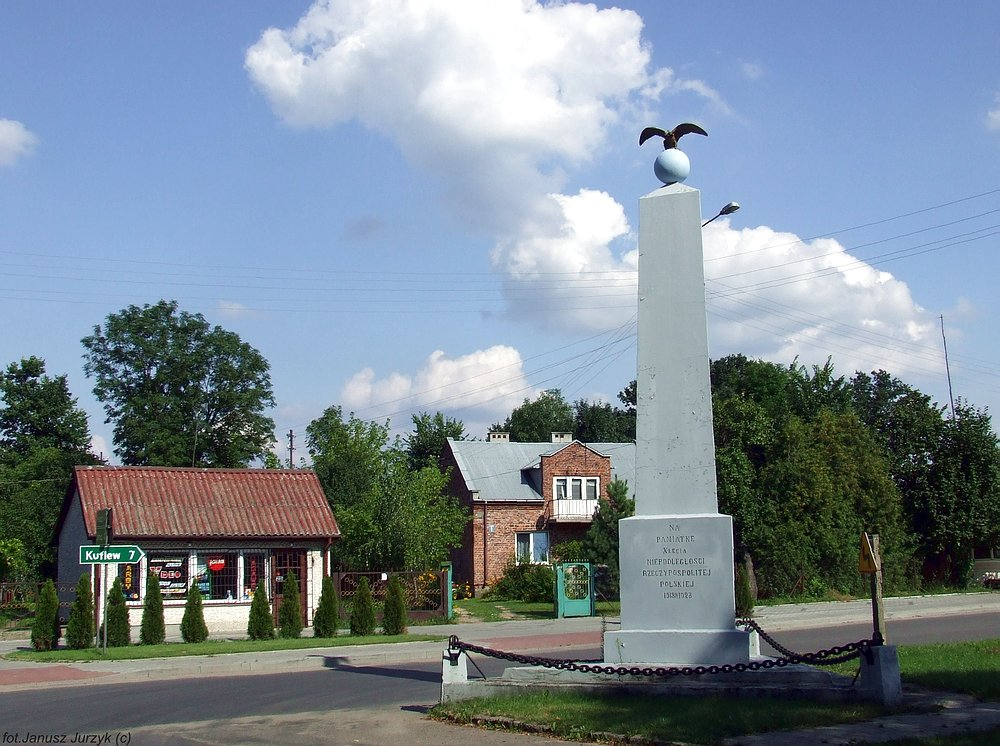
Pomnik Niepodległości

- Kościół rzymskokatolicki św. Jana Chrzciciela i św. Andrzeja Apostoła – kościół gotycki z 2 ćw. XVI wieku nawiązujący kształtem do późnogotyckich kościołów z charakterystycznymi kolistymi skarpami będącymi rodzimym elementem architektury mazowieckich i kujawskich kościołów wieku XVI. W latach 1603–1629 rozbudowany w stylu późnorenesansowym, co widoczne jest na sklepieniu zakrystii z kominkiem, szczycie wschodnim prezbiterium, portalach. W XVIII wieku zbudowano obok dzwonnicę. W XIX wieku wprowadzono we wnętrzu drewniane podpory. Wewnątrz tryptyk z 1510 r. z cennymi rzeźbami, które wykonał mistrz Lazarus, w stylu Wita Stwosza – ołtarz ten przeniesiony tu został z kolegiaty (dziś archikatedry) św. Jana w Warszawie. Na wschodniej ścianie prezbiterium tablica epitafijna kanonika warszawskiego Wojciecha Oczko, słynnego lekarza królów Stefana Batorego i Zygmunta III Wazy

.
- Kościół mariawicki św. Jana Chrzciciela – zbudowany w stylu neogotyckim w I dekadzie XX w., jest najwyższą budowlą w mieście i siedzibą miejscowej parafii. W latach 1986–1992 pełnił funkcje katedralne – był główną świątynią diecezji lubelsko-podlaskiej.
- Pomnik Niepodległości – znajdujący się w centralnej części rynku pomnik został wzniesiony w celu upamiętnienia odzyskania przez Polskę niepodległości w 1918. Ma kształt trójbocznego obelisku, zwieńczonego kulą, z której wzbija się orzeł w koronie, zwrócony w stronę Warszawy. Uroczyste odsłonięcie pomnika nastąpiło 10 maja 1934 r. Orzeł nigdy nie utracił swej korony, także w okresie PRL[13].

## Turystyka
Przez teren Cegłowa przebiegają dwa szlaki turystyczne PTTK: niebieski (m.in. przez rezerwat przyrody Rudka Sanatoryjna) i zielony (m.in. przez rezerwat przyrody Jedlina), a także szlak rowerowy VeloMazovia. Z Cegłowem związane są dwa produkty regionalne wpisane na listę produktów tradycyjnych: Sójka Mazowiecka oraz Kozi Ser Twarogowy z Cegłowa.

## Oświata i nauka
Znajduje się tu przedszkole i szkoła podstawowa wchodzące w skład Zespołu Szkolnego w Cegłowie. W marcu 2009 zostało przeprowadzone referendum mające na celu wybór patrona zespołu. Mieszkańcy wybrali propozycję nazwania szkoły imieniem Bohaterskich Harcerzy Cegłowa. W 2010 szkoła została odznaczona złotym krzyżem Opiekuna Miejsc Pamięci Narodowej.

## Religia

### Kościół Rzymskokatolicki
- Parafia św. Jana Chrzciciela i św. Andrzeja Apostoła (w dekanacie mińskim – Narodzenia Najświętszej Maryi Panny, diecezji warszawsko-praskiej)
  - Kościół św. Jana Chrzciciela i św. Andrzeja Apostoła, wybudowany w 1525 roku
  - Cmentarz (miejsce pochówku m.in. Augusta Hallera[20][21])

### Kościół Starokatolicki Mariawitów
- Parafia św. Jana Chrzciciela (w diecezji lubelsko-podlaskiej)
  - Kościół św. Jana Chrzciciela
  - Cmentarz

### Kościół Katolicki Mariawitów
- Diaspora pozostająca pod opieką parafii w Goździe (w kustodii warszawskiej). Społeczność Kościoła Katolickiego Mariawitów z Cegłowa odprawia adorację ubłagania 24. dnia każdego miesiąca[22].